# Hort, Heves
Hort  este un sat în districtul Hatvan, județul Heves, Ungaria, având o populație de 3.807 locuitori (2011). 

## Demografie
Componența etnică a satului Hort
     Maghiari (98,96%)
     Necunoscut (0,27%)
     Alții (0,77%)
Componența confesională a satului Hort
     Romano-catolici (63,8%)
     Fără religie (10,09%)
     Reformați (2,26%)
     Necunoscută (22,77%)
     Alte religii (1,63%)
Conform recensământului din 2011, satul Hort avea 3.807 locuitori. Din punct de vedere etnic, majoritatea locuitorilor (98,96%) erau maghiari. Apartenența etnică nu este cunoscută în cazul a 0,27% din locuitori.  Din punct de vedere confesional, majoritatea locuitorilor (63,8%) erau romano-catolici, existând și minorități de persoane fără religie (10,09%) și reformați (2,26%). Pentru 22,77% din locuitori nu este cunoscută apartenența confesională.